# Radici e frontiere
Radici e frontiere è un romanzo autobiografico di Nino Ricci.

## Il titolo
- La parola radici sottolinea il recupero del passato che resterà un motivo sempre presente nel corso di tutta l'opera.
- Le frontiere costituiscono un elemento essenziale per comprendere il sentimento di marginalità dell'autore e degli immigranti in generale. La condizione marginale è tipica di coloro i quali, come Nino Ricci, si trovano a condurre un'esistenza che sul piano culturale è in between. Le frontiere non sono però dei punti di chiusura, ma anzi, costituiscono una zona di passaggio in cui emerge la difficoltà della coesistenza di realtà differenti. Il confine per l'autore è quello tra Stati Uniti e Canada: è un luogo di passaggio e di mescolanza che acquisisce un diverso significato a seconda dei punti di vista.

## Struttura narrativa
Il romanzo è composto da vari frammenti, sei brani piuttosto brevi, e non segue un andamento cronologico. I primi quattro brani hanno un contenuto nettamente autobiografico, mentre il quinto ed il sesto propongono al lettore un efficace quadro del contesto.
Il primo brano è intitolato Il viaggio sulla Luna (Going to the Moon). Ha un andamento molto narrativo e può essere letto come un racconto. In questa parte del romanzo si narrano le vicende della giovinezza del protagonista, la sua vita scolastica (che resta sempre piuttosto difficile).
il secondo brano, La dimora dei Santi (Home of the Saints), narra il primo viaggio dello scrittore in Italia (nel 1971), il paese delle sue origini.
La sezione intitolata Gli italiani a Toronto (The Italians in Toronto), la quinta del romanzo, descrive la situazione generali degli emigranti italiani in Canada.
L'ultima parte, il sesto brano, dal titolo Il Problema dell'Etnicità (Questioning Ethnicity) propone una discussione sull'etnicità ed in particolare mette in discussione la politica multiculturale del Canada, che frappone, attraverso le leggi, delle barriere tra gruppi etnici differenti, senza condurre ad un'integrazione.

## Aspetti e temi generali
- La ricerca delle origini è un aspetto davvero importante in questa opera. L'autore è sempre consapevole di appartenere ad una cultura diversa da quella Canadese in cui è immerso: egli è uno scrittore che si può definire, nell'ambito migratorio, un  second generation writer poiché, pur vivendo nella realtà canadese, appartiene alla cultura del paese di origine. Il suo viaggio in Italia da adulto è un ulteriore segnale di questa volontà di recupero delle proprie origini culturali (quelle italiane). Nino Ricci è originario del Molise, una regione povera: è l'Italia in una sorta di "eccezione", che possiede delle tradizioni e degli atteggiamenti ben precisi. Nel suo viaggio in particolare incontra una terra che è diversa da quella che gli è sempre stata raccontata, la realtà è cambiata fortemente nel tempo ed anche le esperienze dell'autore sono maturate rispetto a quelle dei famigliari che in passato avevano descritto al giovane Ricci l'Italia. I dettagli descritti durante il viaggio fanno emergere la natura di scrittore del protagonista: non è un migrante qualsiasi, ma ha spiccate capacità di analisi e di descrizione dei particolari.
- Il Canada è il paese in cui l'autore ha vissuto tutta la sua vita e, malgrado il dualismo della sua identità, egli è canadese e parla e scrive in inglese. Nei brani in cui racconta degli Italo-Canadesi, i luoghi e le persone descritte appartengono concretamente alla realtà del paese nord americano più che all'Italia.
- Il motivo del viaggio è un altro tema davvero essenziale nel romanzo. Per Ricci il primo viaggio (dall'Italia al Canada) non è esistito, sono i genitori ad averlo compiuto e, successivamente, ad averlo raccontato. Nel libro il racconto si esaurisce in poche righe e rimuove la dinamicità dalla quale un tale evento deve essere caratterizzato. Forse l'autore ha in un certo senso rimosso alcuni aspetti del duro viaggio perché egli è "troppo canadese".